# 鷹見明彦
鷹見 明彦（たかみ あきひこ、1955年7月19日 - 2011年3月23日）は、日本の美術評論家。中国を代表する現代美術家、蔡国強の日本滞在時代（1986－1995年）の初期活動を支援。美術誌に執筆、芸大での講義、多数の現代美術展を企画した。

## 経歴
1955年、北海道富良野市生まれ。中央大学文学部哲学科を卒業。
1990年以降、「美術手帖」を中心に現代美術の評論をてがける。多くの現代美術展を企画した。
2011年3月23日、肝臓癌のため死去。

## 関係事項
- 蔡國強

## 著書・参考文献
- 鷹見明彦 『龍、奔る | 蔡國強』、『特集1 蔡國強』、美術手帖　1999年3月号
- 蔡国強といわきと彼の作品　蔡国強図録制作プロジェクト∥企画・制作　2002年
- 蔡国強-環太平洋より-　(Cai Guo Qiang : from the Pan-Pacific)いわき市立美術館∥編1994年
- (いわきからの贈り物)A Gift from IWAKI  Cai Guo-Qiang and Iwaki Team 2003－2009 2009年
- 20世紀の美術と思想（美術出版社）
- 現代美術の教科書（美術出版社）
- アート×セラピー潮流（フィルムアート社）
- 左右／みぎひだり（学燈社）など。